# Adolf Friedrich von Walcker
Adolf Friedrich von Walcker (* 2. Juni 1830 in Tübingen; † 17. Februar 1896 in Schwäbisch Hall) war ein deutscher evangelischer Theologe und Politiker.

## Leben
Als Sohn eines Kaufmanns geboren, studierte Walcker Evangelische Theologie in Tübingen. Während seines Studiums wurde er 1848 Mitglied der burschenschaftlichen Verbindung Normannia Tübingen. Nach seinem Studium wurde er 1854 Dekanatsvikar in Weil im Schönbuch, 1857 Pfarrvikar in Welzheim, 1861 Pfarrverweser in Emmingen und 1863 in Rötenberg sowie 1864 Helfer in Göppingen. 1874 wurde er Stadt- und Garnisonspfarrer in Schwäbisch Gmünd sowie Mitglied der evangelischen Landessynode, anfangs für Göppingen, ab 1879 für Aalen und ab 1888 für Ludwigsburg. 1881 wurde er Dekan in Besigheim und 1887 in Ludwigsburg. Ab 1890 war er Generalsuperintendent und Prälat von Schwäbisch Hall. Von 1889 bis 1896 war er Abgeordneter im Württembergischen Landtag, wo er der Freien Vereinigung angehörte.

## Ehrungen
- 1893: Orden der Württembergischen Krone, Ehrenritterkreuz